# 300 Entertainment
300 Entertainment — американський звукозаписний лейбл, заснований Ліором Коеном, Роджером Голдом, Кевіном Лайлзом і Тоддом Москвіцем . Реєстр лейблу включає виконавців у різних жанрах, таких як хіп-хоп, рок, поп, електроніка, альтернатива та кантрі. Серед поточних виконавців Young Thug, Fetty Wap, YNW Melly, Megan Thee Stallion, No Savage, Rejjie Snow, Cheat Codes, Highly Suspect, Tee Grizzley, Famous Dex, Shy Glizzy, Cobi, Meg Mac, Dae Dae, The Hunna, Меггі Ліндеманн, Бейлі Браян, OMB Peezy, Ice Prince, $NOT, Des Rocs, Savage Gasp, TLE Cinco та Мері Джей Блайдж. Він базується в Нью-Йорку. Лейбл також виступає дистриб'ютором  Young Thug звукозаписного лейбла YSL Records, до складу якого входять репери Gunna та Lil Keed.
У грудні 2021 року Warner Music Group придбала "300 Entertainment" за 400 мільйонів доларів. У червні 2022 року "300 Entertainment" було об’єднано з "Elektra Music Group" для створення парасолькового лейбла "300 Elektra Entertainment (3EE)", хоча і "Elektra", і "300" продовжуватимуть зберігати свої окремі ідентичності як лейбли.